# Blæk
Blæk er en væske, som indeholder forskellige pigmenter, som gør det muligt at farve en overflade som papir, papyrus eller pergament. Blæk påføres normalt med pen, fyldepen eller en pensel.
Den ældste blæktype er kønrøg blandet med vand og et bindemiddel, som regel en gummiart. Dette blæk er identisk med det, man i dag kender som tusch. Dette blæk er særdeles lysægte og skader heller ikke papiret. Også farvede pigmenter som jernoxyd og mønje har været brugt til enkelte bogstaver (initialer).
Jerngallusblæk er det vigtigste blæk i den vestlige historie. Det var kendt af romerne og blev udbredt i den sene middelalder. Det har vist sig at have en tendens til langsomt at ødelægge papiret, så det smuldrer.
En anden type blæk fremstilledes af et udtræk af kampechetræ, der indeholder hæmatoxylin, og kaliumdikromat. 
Man har også fremstillet blæk af slåenbark og endda hyldebær.
Senere udvikler man blæk på baggrund af berlinerblåt eller anilinfarvestoffer.
Med fremkomsten af fyldepennen opstod der et behov for særlige blæksorter med opløste farver, som ikke danner bundfald, der kan stoppe fyldepennen.
Blæk til officielle dokumenter skulle længe skrives med særligt dokumentægte blæk, dvs. blækket skulle forbinde sig med papiret, så det ikke igen kunne fjernes. Der stilles stadig krav til skrivematerialet, dokumentægte blæk kan fortsat købes.

## Usynligt blæk
Ved usynligt eller sympatetisk blæk forstås blæk, der ikke kan ses, når det er tørret ind, men kan fremkaldes ved varme eller særlige kemikalier. Usynligt blæk bruges til at skjule en meddelelse i et tilsyneladende uskyldigt brev eller lignende og har været meget brugt inden for spionagevirksomhed.
Saft af citrusfrugter, løgsaft, mælk og fortyndet svovlsyre giver usynlig skrift. Ved opvarmning bliver det synligt. Koboltklorid kan også bruges.
Usynligt blæk baseret på f.eks. gult blodludssalt og blynitrat kan fremkaldes med specielle kemikalier.

## Blæk i dag
Blæk er ikke længere så brugt ved håndskrivning som før, men mange printere bruger stadig blæk som jet ink. Den farvede pasta, der benyttes i kuglepenne kan også betragtes som en slags blæk.